# 경남기술과학고등학교
학력인정 경남기술과학고등학교(慶南技術科學高等學校)는 김해시 생림면에 있었던 3년제 학력인정 평생교육시설이다.

## 학교 연혁
- 2000년 11월 23일 	경남애니메이션고등학교 컴퓨터디자인과 12학급 설립인가(제11호)
- 2001년 3월 1일 	초대 조도제 교장 취임
- 2001년 3월 3일 	제 1회 입학식
- 2002년 2월 2일 	~ 현재 중국 하남중의과대학교, 일본 교토조형예술대학교, 일본 오사카금강고등학교, 일본 토우아 대학교, 일본 키비국제대학교(학교법인 준세이 학원), 피지 아시아 퍼시픽대학, 국내.외 경남대학교 등 49개 학교와 김해시 보건소 및 기업체 등 59개, 총 108개 기관과 자매결연 및 연계교육 협약 체결
- 2002년 3월 1일 	제 2대 공학박사 김재호 교장 취임
- 2003년 6월 4일 	~ 현재 경상남도교육감 지정, 경상남도 유.초.중등 교원 특수분야 연수기관 운영
- 2004년 2월 18일 	제 1회 졸업식
- 2011년 6월 13일 	학과개편(경상남도교육감 승인) - 컴퓨터디자인과 6학급, 만화.애니메이션과 6학급(2012학년도 적용)
- 2014년 7월 18일 	학과개편(경상남도교육감 승인) - 컴퓨터디자인과 3학급, 만화.애니메이션과 3학급, - 간호과 6학급(2015학년도 적용)
- 2014년 12월 8일 	경남기술과학고등학교로 교명 변경
- 2019.03.04 	제19회 입학식(총 재학생수 160명)
- 2020.02.06 	제17회 졸업식 (총 졸업생수 1838명)
- 2022.02.13 	제19회 졸업식 및 폐교 (총 졸업생수 1875명)[1]